# UC-2号潜艇
陛下之UC-2号艇是德意志帝国海军于第一次世界大战期间建造的其中一艘UC-I型近岸布雷潜艇或称U艇。它由汉堡的伏尔铿船厂承建，于1915年5月12日新船下水，至当月17日交付使用。其全长33.99米，水面及水下排水量分别为168吨和183吨，艇载武器则包括六具水雷投放井以及一门8毫米口径机枪。UC-2号入役后曾被部署至驻泽布吕赫的佛兰德区舰队，并参与了大西洋潜艇战，但在其仅有的两次巡逻期间，未能取得任何战功。1915年6月30日，UC-2号在雅茅斯附近遭自身布设的水雷炸沉，艇内15名官兵全数阵亡。

## 设计
第一次世界大战爆发后，为配合欧洲大陆的战事，德意志帝国海军鱼雷监察局（Inspektion des Torpedowesens）于1914年9月向潜艇监察局（Inspektion des U-Bootwesens）提议，研制小型布雷潜艇用于在法国近岸水域实施水雷封锁。潜艇局随即完成了代号为“35a号工程”的设计方案，即UC-I型潜艇。有别于同时代的大多数潜艇类别，该型潜艇基本上采用单壳体；这意味着艇体全由耐压壳体构成，当中集成了用于下潜的潜水舱。这种结构类型是衍生自19世纪后期德国的第一艘实验性U艇，在当时实际上已显过时。
UC-2号是首批15艘UC-I型方案的二号艇。这个亚型是基于同时开发的近岸作业潜艇UB-I型发展而来，但体积略大，全长为33.99米，并有3.04米的吃水深度；舷宽则同样限定在3.15米，以满足铁路运输所要求的装载限界。其水上和水下排水量分别为168吨和183吨。艇只搭载有一台功率为90匹公制馬力（66千瓦特）的戴姆勒制六缸四冲程柴油发动机用于水面运行，以及一台175匹公制馬力（129千瓦特）的西门子-舒克特电动发电机供水下运行；它们用以驱动一根单轴直径为1.08米长的三叶螺旋桨。该艇的潜航深度为50米。
UC-2号在水上的最高速度为6.2節（11.5每小時），在水下的最高航速则为5.22節（9.67每小時）。它可以5節（9.3每小時）的速度在水上巡航780海里（1,440），或以4節（7.4每小時）的速度在水下巡航50海里（93）。作为专用的布雷潜艇，该艇取消了鱼雷发射管，改为六具倾斜式水雷存储井，并可携带12枚UC120型水雷。布雷时只需将存储井底部的盖板打开，水雷便可凭借自身重量滑入水中。此外，在甲板上还配备有一挺8毫米口径机枪作为辅助武器。其标准船员编制为1名军官及13名水兵。

## 历史
UC-2号是由国家海军办公室作为C项战时订单（Kriegsauftrag C）的一部分，于1914年11月23日向汉堡的伏尔铿船厂订购，建造编号为46。艇只于1915年5月12日下水，至当月17日在首度担任艇长的海军中尉卡尔·梅的指挥下正式交付使用。与同型的大多数姊妹艇一样，UC-2号在竣工后便通过铁路被运往泽布吕赫，于1917年6月25日加入驻当地的佛兰德区舰队，成为海军佛兰德集团军的一份子。在佛兰德服役期间，该艇参与了大西洋潜艇战，但在其仅有的两次巡逻中未能取得任何战功。
1915年6月29日，UC-2号从泽布吕赫出发前往洛斯托夫特附近海域，执行第二次布雷巡逻，并自6月30日起失联。据称该艇是7月2日在雅茅斯对开（52°28′N 1°48′E / 52.467°N 1.800°E）的水下遭到英国近岸贸易船科廷厄姆号（Cottingham）的意外撞击，并在耐压壳体前部撕开了一个3英尺（0.91）孔洞，导致潜艇无法浮出水面。科廷厄姆号的船长报告了这一事件，随后英国皇家海军的舰艇对该海域实行拖网搜索。至晚上9:40，它们的缆绳不慎引爆了UC-2号早前布设的水雷，造成大规模的水下爆炸。翌日，一名英国潜水员在8英尋（15）深的海底发现了UC-2号的残骸；除了与科廷厄姆号相撞所造成的破坏外，他还报称艇体上有爆破的痕迹。故此无法确定UC-2号是被科廷厄姆号撞沉，抑或是被自己布设的水雷所炸沉，但艇内15名官兵已全数阵亡。其残骸于同年由英国人打捞上岸，随后送往泰晤士河沿岸和其它各地展览，并最终拆解报废。

## 脚注
1. ↑  Tarrant，第173頁.
2. 1 2 3  Helgason, Guðmundur. . German and Austrian U-boats of World War I - Kaiserliche Marine - Uboat.net.   [2009-02-20].
3. ↑  Gröner 1991，第30-31頁.
4. 1 2  Helgason, Guðmundur. . German and Austrian U-boats of World War I - Kaiserliche Marine - Uboat.net.   [2015-03-08].
5. ↑  陈进，第45頁.
6. 1 2 3  Gröner 1991，第30–31頁.
7. 1 2  陈进，第46頁.
8. ↑  Herzog，第139頁.
9. 1 2  Kemp，第13頁.
10. ↑  Herzog，第96頁.
11. ↑  Messimer，第238頁.
12. ↑  Gröner & Jung & Maass，第57頁.